# Slag bij Griswoldville
De Slag bij Griswoldville vond plaats op 22 november 1864 in Bibb County, Georgia tijdens de Amerikaanse Burgeroorlog. Een Noordelijke brigade onder leiding van brigadegeneraal Charles C. Walcutt nam het op tegen drie brigades van de Zuidelijke Georgia militie aangevoerd door brigadegeneraal Pleasant J. Philips. Na de overwinning kon Walcutt zijn opmars verder zetten.

## Achtergrond
Na zijn overwinning in Atlanta had generaal-majoor William Tecumseh Sherman zijn leger laten uitrusten en laten aanvullen. Op 15 november 1864 was hij en zijn twee legers vertrokken vanuit Atlanta met als doel de Atlantische kust bij Savannah. De rechtervleugel van Shermans strijdkracht was het Army of the Tennessee onder leiding van generaal-majoor Oliver O. Howard. Op zijn mars ondervond Howard de eerste tegenstand van enige omvang bij Griswoldville. Walcutt diende met zijn brigade (2nd brigade, 1st Division, XV Corps) bestaande uit zes infanterieregimenten en één artilleriebatterij (Battery B, 1st Michigan) de vijandelijke sterkte te achterhalen in de richting van Macon. Op 21 november had de Noordelijke cavalerie onder leiding van brigadegeneraal Judson Kilpatrick Griswoldville aangevallen waar ze een trein met 13 wagons vol met militair materieel gevonden hadden. Het station en enkele fabrieksgebouwen werden in de as gelegd.

## De slag
In de vroege ochtend van 22 november 1864 viel een detachement van Zuidelijke cavalerie aangevoerd door generaal-majoor Joseph Wheeler de 9th Pennsylvania Cavalry aan op de Gordon Road. De Noordelijken verloren 1 gesneuvelde, 2 gewonden en 18 gevangenen. De 9th voerde een tegenaanval uit en dreven de Zuidelijken 1,5 km voor zich uit tot de Noordelijken op de Zuidelijke hoofdmacht botsten. Daar stonden de Zuidelijken in een slaglinie opgesteld. De Zuidelijken verjoegen op hun buurt de Noordelijke voorste eenheden. Toch slaagden de 9th Pennsylvania en de 5th Kentucky Cavalry erin om na een charge met de sabel de Zuidelijken terug te jagen naar hun defensieve stellingen. Op dit moment arriveerde Walcutts infanterie en artillerie.
Walcutt stelde een sterke linie van scherpschutters voor zijn slaglinie die de Zuidelijken terugdreven door Griswoldville. Hij kreeg het bevel van zijn bevelhebber, brigadegeneraal Charles R. Woods om zich terug te trekken en een defensieve stelling in te nemen op de rand  van een bos met een open veld voor hem. Zijn flanken werden gedekt door moerassen. Hij wierp een borstwering van boomstammen en rails op en installeerde zijn artilleriebatterij. Rond 14.00u vielen drie brigades van de Georgia Militia onder leiding van brigadegeneraal Pleasant J. Philips de Noordelijke stellingen aan. De militie was op weg van Macon naar Augusta en botste slechts per toeval op de Noordelijke stellingen.
De militie naderde in drie compacte linies. Ze werden verwelkomd door een hagel van schrapnel. Op ongeveer 75 meter van de Noordelijke stellingen vonden ze dekking in een ravijn waar ze hun slaglinie opnieuw formeerden. Vandaaruit vielen ze drie maal de Noordelijke stellingen aan. Telkens werd de aanval afgeslagen met zware verliezen voor de Zuidelijken. Daarna probeerden de Zuidelijken de vijandelijke flanken aan te vallen. Deze werden echter afgeschermd door de cavalerie. De Zuidelijken trokken zich terug naar de ravijn. Toen de duisternis was ingevallen trokken ze zich volledig terug. Walcutt raakte al vroeg in de strijd gewond. Kolonel Robert F. Catterson van de 97th Regiment Indiana Infantry had het bevel op zich genomen.

## Gevolgen
De Noordelijken verloren 13 gesneuveld,79 gewonden en 2 vermiste. De Zuidelijken verloren 51 gesneuveld,472 gewonden en 600 gevangenen. De Noordelijke opmars werd verder gezet.

## Zie verder
- The Union Army; A History of Military Affairs in the Loyal States, 1861–65 — Records of the Regiments in the Union Army — Cyclopedia of Battles — Memoirs of Commanders and Soldiers. Wilmington, NC: Broadfoot Publishing, 1997. First published 1908 by Federal Publishing Company.